# Bètablokkers
Bètablokkers (of bètareceptor antagonisten-blokkerende stoffen) vormen een groep van geneesmiddelen in de hematologie en cardiologie.
Ze hebben anti-ischemische, antiaritmische en antihypertensieve eigenschappen. Dat wil zeggen dat ze een gunstig effect hebben op de doorbloeding, respectievelijk hartritmestoornissen en hoge bloeddruk.

## Indeling
Bètablokkers zijn antagonisten voor bètareceptoren die kunnen worden ingedeeld op basis van het subtype bètareceptor waarop ze aangrijpen en hun hetzij lipofiele, hetzij hydrofiele eigenschappen. Deze verschillende eigenschappen zijn van belang voor de werkzaamheid van een bepaald middel en zijn bijwerkingen.
| Classificatie van bètablokkers.             | Classificatie van bètablokkers. | Classificatie van bètablokkers.                    |
| Bètablokker                                 | Lipofilie                       | Gebruikelijke dosering                             |
| ------------------------------------------- | ------------------------------- | -------------------------------------------------- |
| 1. Niet-selectieve (bèta1 + bèta2) blokkers |                                 |                                                    |
| Carteolol (Teoptik, Carteabak, Arteoptic)   | Zwak                            | 2,5–20 mg een of tweemaal daags en als oogdruppels |
| Nadolol                                     | Zwak                            | 40–320 mg eenmaal daags                            |
| Penbutolol                                  | Matig                           | 20–80 mg een of tweemaal daags                     |
| Pindolol (Viskeen)                          | Sterk                           | 10–40 mg tweemaal daags                            |
| Propranolol                                 | Sterk                           | 40–180 mg tweemaal daags                           |
| Sotalol (Sotacor)                           | Zwak                            |                                                    |
| Timolol (Nyogel, Timoptol)                  | Sterk                           | oogdruppels                                        |
| 2. Selectieve bèta1-blokkers                |                                 |                                                    |
| Acebutolol (Sectral)                        | Matig                           | 200–800 mg een of tweemaal daags                   |
| Atenolol (Tenormin)                         | Zwak                            | 25–100 mg eenmaal daags                            |
| Betaxolol (Kerlon)                          | Matig                           | 5–20 mg eenmaal daags                              |
| Bisoprolol (Emcor)                          | Matig                           | 2,5–10 mg eenmaal daags                            |
| Celiprolol (Dilanorm)                       | Matig                           | 200–600 mg eenmaal daags                           |
| Esmolol (Brevibloc)                         | Zwak                            | per infuus                                         |
| Metoprolol (Selokeen)                       | Sterk                           | 50–100 mg een of tweemaal daags                    |
| Nebivolol (Nebilet)                         | Sterk                           | 2,5–5 mg eenmaal daags                             |
| Alfa1 –en bètablokkers                      |                                 |                                                    |
| Bucindolol                                  | Matig                           | 25–100 mg tweemaal daags                           |
| Carvedilol (Eucardic)                       | Matig                           | 3,125–50 mg tweemaal daags                         |
| Labetalol (Trandate)                        | Zwak                            | 200–800 mg tweemaal daags                          |

Niet alle bovenstaande middelen zijn in de Benelux geregistreerd als geneesmiddel (nadolol, penbutolol, bucindolol). De oogdruppels worden voorgeschreven bij glaucoom.
Lipofiele bètablokkers (metoprolol, propranolol) kunnen zich in het lichaam ophopen bij patiënten met een slechte leverdoorbloeding. Dit kan het geval zijn bij ouderen en indien er sprake is van hartfalen of levercirrose. Deze middelen komen makkelijk in de hersenen, en kunnen aanleiding geven tot centrale effecten. (Zie bijwerkingen). Door hun langere halveringstijd, kunnen sommige eenmaal daags worden gegeven (nadolol, atenolol).
Hydrofiele bètablokkers (atenolol) vertonen geen interactie met door de lever gemetaboliseerde middelen. De halveringstijd (“werkingsduur”) is verlengd bij ouderen en in geval van nierfalen.

## Wanneer worden deze middelen voorgeschreven?
- bij hoge bloeddruk (N.B.: de behandeling van hoge bloeddruk met alleen een bètablokker is achterhaald)
- na een hartinfarct (per infuus)
- ter preventie van een hartinfarct, na een eerder doorgemaakt hartinfarct
- bij stabiele en niet-stabiele angina pectoris
- bij hartfalen zonder contra-indicaties (bisoprolol, carvedilol en metoprolol)
- bij aritmieën
- ter preventie van een hartstilstand
- migraine
- neurologisch (bij essentiële tremor): propranolol. Ter onderdrukking van bepaalde stresssituaties (examens, podiumvrees, bepaalde sporten, ...). Ze maskeren een aantal ongemakkelijke lichamelijke uitingen van spanning (versnelde hartslag, trillende handen, ...).

## Werking
Geselecteerde effecten van blokkade van alfa –en bètareceptorblokkade.
Alfa1: ontspanning/verwijding van bloedvaten
Bèta1: hartritme vertraagt en de kracht waarmee het hart samentrekt neemt af
Bèta2: vernauwing van bloedvaten, vernauwing van de luchtwegen, gaat tremor tegen

### Bloeddrukverlaging
- verminderde activiteit van het hart
- wegens verminderde renineafgifte wordt de productie van angiotensine II (een stof die bijdraagt tot hoge bloeddruk) verminderd door bèta1-blokkade
- activeren van presynaptische alfareceptoren (door de blokkering van β-receptoren) die de afgifte van het bloeddrukverhogende noradrenaline uit sympathische zenuwuiteinden verminderen
- afname van activiteit in de hersenen die bijdraagt aan verhoogde bloeddruk

### Anti-ischemisch
- vertraging van de hartslag, en de afname van de kracht waarmee het hart samentrekt; door afname van de bovendruk heeft het hart minder zuurstof nodig.
- verlenging van de ontspanningsfase van het hart; coronairarteriën kunnen zich beter vullen wat de zuurstofbehoefte van het hart ten goede komt.

#### Verbetering van de structuur en functie van het linkerventrikel
- vertraagde hartslag waardoor het hart zich beter kan vullen en zelf beter doorbloed wordt
- verminderde zuurstofbehoefte van het hart
- remming van via catecholamines afgegeven vrije vetzuren
- toename van het aantal bètareceptoren
- afname van zuurstof radicalen in het hart

### Antiaritmische
- vertraagde hartslag
- vermindering van spontane zelfontlading door pacemakercellen op verkeerde plaatsen in het hart
- vertraagde geleiding en toegenomen refractaire periode van de AV-knoop.

## Bijwerkingen
Bètablokkers worden over het algemeen goed verdragen. Bij het gebruik van hoge doseringen kunnen soms ernstige bijwerkingen optreden.
Door bèta2-blokkade vermindert de doorbloeding van met name handen en voeten, die daardoor koud kunnen aanvoelen, en waardoor zelfs het fenomeen van Raynaud kan optreden. Deze bijwerkingen treden minder vaak op bij carvedilol en de selectieve bèta1-blokkers, zoals o.a. atenolol, bisoprolol en metoprolol.
De waarschuwingssymptomen van een hypo (tremor, versnelde hartslag) bij insuline-afhankelijke diabetes type I voelt men minder goed. Het klinische voordeel van een behandeling met bètablokkers is groter dan de risico’s, met name bij gebruik na een hartinfarct. In deze setting verdienen selectieve bèta1-blokkers en carvedilol de voorkeur.
Verergering van astma en bronchospastisch COPD (dus niet bij alle patiënten met COPD).
Moeheid, hoofdpijn, slecht slapen, levendige dromen en depressie. Deze klachten komen minder voor bij de hydrofiele middelen zoals atenolol.
Bij sommige patiënten veroorzaken, of verergeren ze impotentie of afname van het libido. Bètablokkers kunnen een lichte vorm van oorsuizen veroorzaken die meestal stopt na staken van het medicijn.

## Contra-indicaties
Patiënten met astma en bronchospastisch COPD (dus niet alle patiënten met COPD), dienen niet-selectieve bètablokkers niet te gebruiken. Diabetes en claudicatio intermittens zijn geen absolute contra-indicatie voor het gebruik van bètablokkers.

## Interacties
Aluminiumzouten, cholestyramine verslechteren de opname van bètablokkers. Alcohol, fenytoïne, rifampicine, fenobarbital en roken verminderen de effectiviteit van de lipofiele bètablokker. (De mate van het effect kan sterk verschillen). Cimetidine en hydralazine kunnen het effect van propranolol en metoprolol versterken. In geval van gelijktijdig gebruik van verapamil, diltiazem, en verscheidene antiaritmica die de geleiding van het hart beïnvloeden, is voorzichtigheid geboden.

## Zwangerschap
Er is onvoldoende onderzoek gedaan naar de effecten van bètablokkers tijdens de zwangerschap. Op grond van het werkingsmechanisme verminderen bètablokkers de hartfrequentie van moeder en kind, waardoor een verminderde placentadoorbloeding en foetale bradycardie kan ontstaan. Ook foetale hypoglykemie is op basis van het werkingsmechanisme mogelijk. Bètablokkers verhogen de kans op cardiopulmonale complicaties bij de neonaat. De bètablokker atenolol kan groeivertraging veroorzaken. Vrouwen die voor de zwangerschap al bètablokkers slikten hoeven dit niet te staken, behalve bij atenolol. Zwangerschapshypertensie wordt niet met bètablokkers behandeld.

## Doping
Bètablokkers hebben een kalmerende invloed bij verrichtingen die om beheersing van de motoriek vragen. Tevens vermindert het tremor/trillen. Het gebruik wordt vermoed bij geweerschutters, die hun schoten tussen de kloppingen van de halsslagader in wensen af te vuren. Een bètablokker zou een onregelmatige hartslag of een verhoogde hartfrequentie kunnen corrigeren. Bètablokkers zijn niet bij alle sporten verboden. Bij amateurschaken staat de bètablokker niet langer op de zwarte lijst.

## Musici
Vermoedelijk zo'n 30% professionele musici gebruiken bètablokkers om hun nervositeit geen negatieve invloed op hun speelprestaties te laten hebben. De bijwerking van koude handen is voor enkelen zeer nadelig, voor anderen echter (namelijk zij die vanwege zenuwen last van zweethanden hebben) is deze bijwerking juist zeer welkom. De kans op trillende handen tijdens het bespelen van het instrument wordt door een bètablokker gereduceerd.

## Niet bij operaties
Na internationale evaluaties bleek onderzoek van hoogleraar Don Poldermans inzake de toepassing van  bètablokkers bij operaties frauduleus. Hij werd in verband hiermee door de Erasmus Universiteit in 2011 al op non-actief gesteld. Als gevolg van de heroverweging werd in 2014 de Europese richtlijn herzien. Het aanbevelen van bètablokkers wordt gewijzigd in het juist ontraden van het starten met bètablokkers rond een operatie. Brits onderzoek spreekt over naar schatting 10.000 extra doden in het Verenigd Koninkrijk door deze nu omstreden peri-operatieve richtlijn. Het betekent het einde van "Decrease".
Het betreft hier hartpatiënten die met een bètablokker zijn gestart rondom een operatie en dus niet patiënten die al geruime tijd een bètablokker gebruiken. In 2014 publiceerde de Europese cardiologenvereniging ESC en de American Heart Association aangepaste richtlijnen.